# Волжский пескарь
Волжский пескарь (лат. Gobio volgensis) — вид лучепёрых рыб из семейства карповых (Cyprinidae). До 2008 года представителей вида относили к обыкновенным пескарям.

## Биологическое описание
Пресноводная донно-пелагическая рыба. Максимальная зарегистрированная длина составляет 9,2 см. В спинном плавнике насчитывается 2—3 жёстких и 8 мягких лучей, в анальном — 2—3 жёстких и 6—7 мягких лучей. Позвоночник состоит из 40 позвонков.
Имеет меньшие размеры, чем обыкновенный пескарь; к тому же тело относительно короче за счёт утолщённого хвостового стебля. В окраске различия выражаются в наличии штрихов на непарных плавниках и меньшим количеством пятен на боковой линии (8—9). Усики более длинные и доходят до заднего края глаза.
Эндемик бассейна реки Волги на территории России (в честь Волги дано и видовое название volgensis).

## Биология
Предпочитает быстротекущие реки с песчано-каменистыми участками около берега, где и проводит большую часть времени в разновозрастных группах, питаясь детритом и мелкими беспозвоночными.

## Охрана
МСОП присвоил виду охранный статус «Вызывающие наименьшие опасения» (LC).